# Triclistus tabetus
Triclistus tabetus är en stekelart som beskrevs av Ian D. Gauld och Sithole 2002. Triclistus tabetus ingår i släktet Triclistus och familjen brokparasitsteklar. Inga underarter finns listade i Catalogue of Life.